# Moerasgors
De moerasgors (Melospiza georgiana) is een zangvogel uit de familie Emberizidae (gorzen).

## Verspreiding en leefgebied
Deze soort telt 2 ondersoorten:
- M. g. ericrypta: zuidelijk Canada en de noordelijk-centrale Verenigde Staten.
- M. g. georgiana: zuidoostelijk Canada, noordoostelijke en de oostelijk-centrale Verenigde Staten.